# آنجرونیا ۸۴۲۰
سیارک ۸۴۲۰ (به انگلیسی: 8420 Angrogna، نامگذاری:1996WQ) هشت هزار و چهارصد و بیستمین سیارک کشف شده‌است که در ۱۷ نوامبر ۱۹۹۶ کشف شد.
قدر مطلق سیارک برابر ۱۳٫۳۰ است.